# Bahía de Ungava
La bahía de Ungava (en francés, Baie d'Ungava) es una gran bahía localizada en el noreste de Canadá, que separa Nunavik (ahora el norte de Quebec) de isla de Baffin. 

## Geografía
La bahía tiene forma sensiblemente cuadrada, con los vértices redondeados. Tiene una superficie aproximada de 33 000 km², con una embocadura de unos 260 km y una longitud de unos 280 km. Tiene en general, poca profundidad, aunque en la frontera con el océano Atlántico se alcanzan profundidades de 300 metros. 
En el medio de la boca de la bahía se encuentra la isla Akpatok (903 km²) y en su interior hay muchas islas pequeñas próximas a la ribera, siendo las mayores, Nipper, Tiercel, Qikirtajuaq, Ivik y, ya fuera de la bahía, frente a su límite oriental, la isla Killining. Las islas situadas al norte del paralelo 60° N son parte del territorio de Nunavut, mientras que las pequeñas islas al sur pertenecen a Quebec. 
La bahía de Ungava está rodeado por numerosas aldeas inuit, siendo la mayor Kuujjuaq, emplazada en la desembocadura del río Koksoak.

## Clima
A pesar de que está bastante cerca del abierto océano Atlántico (separados solo por estrecho de Hudson), la bahía de Ungava se considera por lo general parte del océano Ártico, porque la tierra que la rodea tiene un clima extremadamente frío. Debido a la influencia de la corriente de Labrador, los veranos son demasiado fríos para el crecimiento de árboles y toda la tierra que rodea la bahía es tundra. Normalmente, las temperaturas en verano en Kuujjuaq, unos 20 km al norte del Koksoak son unos 7 °C, mientras que las temperaturas invernales están alrededor de -20 °C . El promedio de precipitación está en torno a 400-450 mm por año, la mayoría caída en el verano.

## Economía
Se ha explotado el mineral de hierro en el pasado, pero a pesar del alto grado de mineral, la imposibilidad de un transporte barato significó la desaparición de esas minas a principios del siglo XX. Las prácticas de caza tradicionales inuit siguen dominando la actividad de la región, junto con el turismo de aventura.

## Mareas
La esquina suroeste de la bahía de Ungava, junto con la bahía de Fundy, tienen la mayor o segunda mayor marea más alta del mundo. Algunas fuentes estiman que la amplitud de la marea primaveral en la desembocadura del río Leaf tienen una altura de 17 metros. Se han hecho intentos para aprovechar la energía de las mareas en la bahía, pero es difícil debido a la dureza del clima y al hecho de que la bahía está libre de hielo sólo una pequeña parte del año. 